# Władimir Sokołow
Władimir Sokołow, ros. Владимир Соколов (ur. 1936) – radziecki żużlowiec. 
Dwukrotny brązowy medalista indywidualnych mistrzostw Związku Radzieckiego (1965, 1966). Srebrny medalista drużynowych mistrzostw Związku Radzieckiego (1967). Srebrny medalista indywidualnych mistrzostw Rosji (1967).
Wielokrotny reprezentant ZSRR na arenie międzynarodowej. Finalista drużynowych mistrzostw świata (Kempten 1965 – IV miejsce). Uczestnik eliminacji indywidualnych mistrzostw świata (najlepsze wyniki: dwukrotnie X miejsca w półfinałach kontynentalnych, w latach 1965 i 1966).